# Live at Reggae Rising
Live at Reggae Rising – drugi album koncertowy Don Carlosa, jamajskiego wykonawcy muzyki roots reggae.
Album w postaci płyty DVD został wydany 22 września 2009 roku przez amerykańską wytwórnię Natural VIP Records. Znalazło się na nim nagranie z koncertu muzyka na festiwalu Reggae Rising w Kalifornii 3 lipca 2008 roku. Jako bonus krążek zawiera również 3 dodatkowe utwory zarejestrowane podczas występu Don Carlosa w klubie SOhO w Santa Barbara oraz wywiad na prawach wyłączności z wokalistą.

## Lista utworów
1. "Living In The City"
2. "Soilder Man A Come"
3. "Clean Out The Bad"
4. "Who's The Best"
5. "Just Can't Stop"
6. "Street Life"
7. "Girl Tell Me"
8. "Zion Train"
9. "Laser Beam"
10. "Holiday"